# Ścin

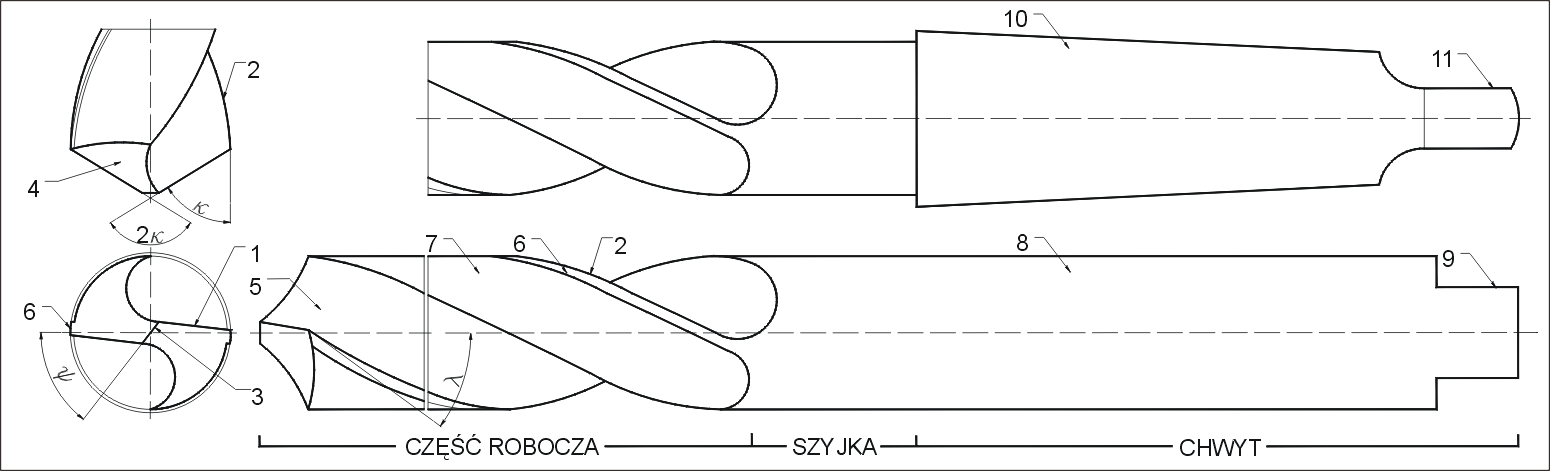
Ścin (3)

Ścin – w narzędziu skrawającym załamanie powierzchni natarcia lub przyłożenia narzędzia skrawającego w postaci paska sąsiadującego bezpośrednio z krawędzią skrawającą.